# Josh Homme
Joshua Michael Homme III (Joshua Tree, 17 de maio de 1973) é um músico norte-americano. Foi membro fundador da banda de stoner rock Kyuss, assim como o membro fundador e único remanescente da banda de stoner rock Queens of the Stone Age, na qual canta, toca guitarra, compõe e ocasionalmente toca baixo. Ele co-fundou e ocasionalmente toca com o Eagles of Death Metal como baterista, e continua a produzir e lançar uma série de álbuns de improvisação com outros músicos, a maior parte da Palm Desert Scene, conhecida como The Desert Sessions.

## História

### Começo
A família Homme é de origem norueguesa. Nascido em Joshua Tree, Califórnia, cresceu nos subúrbios de Palm Desert. Enquanto estudava em escolas paroquiais e públicas, Homme sentia desgosto pelos seus professores e era rebelde. Diferente da maior parte de seus colegas de classe, que vinham de famílias abonadas, o pai de Homme trabalhou como gerente e servente de diversos hotéis e motéis, o pouco dinheiro às vezes era motivo rejeição pelos amigos quando adolescente, após se inspirar em Jimmy Page do Led Zeppelin. Seus primeiros álbuns incluem Led Zeppelin, Pink Floyd e vários lançamentos underground do Pentagram e Black Flag. Suas maiores influências musicais são comumente atribuídas a Steppenwolf, Led Zeppelin, e Black Flag, entre outros.

### Kyuss
Com 15 anos, em 1988, Homme formou uma banda local de stoner rock em Palm Desert chamada Sons of Kyuss (mais tarde encurtada para Kyuss) na qual era guitarrista. A banda se tornou um fenômeno cult durante os anos 1990. Homme, que não gostava da cena de drogas de Los Angeles e já se referiu a ela como a "cena de pessoas idiotas", gostava mais de dirigir durante horas para lugares isolados no deserto e se plugar a geradores para tocar. Enquanto a banda escrevia muitas canções sobre fortalecimento, um tema comum no stoner rock, as letras de Homme mostravam um tom mais obscuro, focando em temas mais comuns do doom metal. Como resultado, Homme foi várias vezes descrito na imprensa como o "Kurt Cobain dos roqueiros do deserto", o que ele levou como elogio.

### Queens of the Stone Age
O Kyuss acabou em 1995 e após considerar ir para a University of Washington em Seattle, Homme embarcou em uma turnê com a banda grunge Screaming Trees como seu segundo guitarrista. Ele e o vocalista Mark Lanegan se tornaram grandes amigos durante este tempo em turnê, e Homme mais tarde recrutaria Lanegan como vocalista adicional para o Queens of the Stone Age. Não gostando das brigas constantes da banda e falta de progressão, Homme deixou o grupo após menos de um ano. Ele montou um grupo mais centrado a seu estilo único e gostos fundando Gammaray, que mais tarde se tornou Queens of the Stone Age em 1997. QOTSA lançou seu álbum homônimo em 1998. Ele se tornou um sucesso cult imediato tanto entre críticos e antigos fãs do Kyuss.
Seguindo seu début, a banda lançou diversos singles e EP. Com seu próximo álbum, Rated R, Homme procurou uma abordagem mais conceitual. Suas letras foram centradas na mídia dos anos 1990. A natureza gráfica das canções do álbum atraíram críticas de grupos familiares, que foram contra as letras em que se discutiam assassinato, sexualidade e suicídio. Apesar desta controvérsia, o All Music Guide mencionou o álbum como sendo o "renascimento do real rock de guitarra", colocando a banda de Homme na mesma categoria que o álbum homônimo do Led Zeppelin e Nevermind do Nirvana por sua inspiração.

## Projetos paralelos

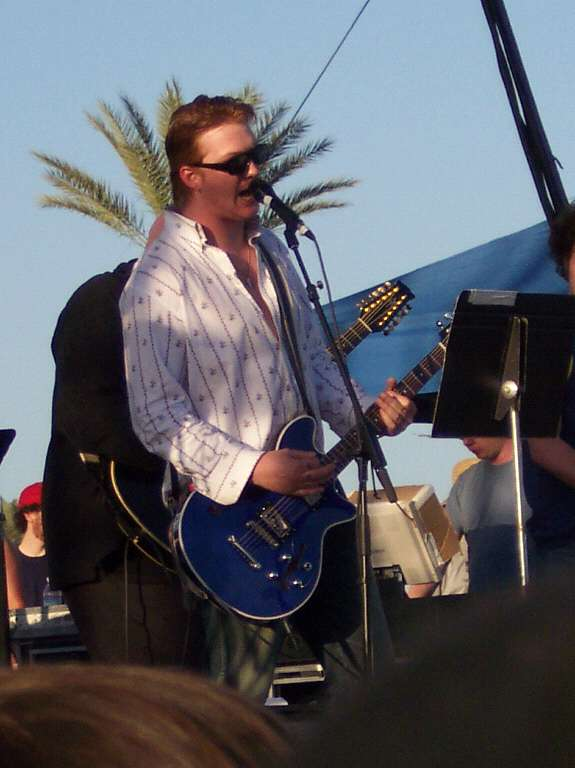
Josh Homme tocando com o projeto paralelo, Desert Sessions, no festival Coachella.

Outros atos que Homme colaborou incluem Mondo Generator, Foo Fighters, PJ Harvey, Fatso Jetson, Mark Lanegan Band, Trent Reznor, Masters of Reality, Wellwater Conspiracy, Melissa Auf Der Maur, Paz Lenchantin, A Perfect Circle, Death from Above 1979, Mastodon, Peaches,Arctic Monkeys e Local H.
Homme apareceu em Killer Queen: A Tribute to Queen na canção "Stone Cold Crazy", em Blood Mountain do Mastodon, na canção "Colony of Birchmen", e em Impeach My Bush pela Peaches na canção "Give 'Er".
Homme, junto com amigos e o produtor e contribuidor do Kyuss/QOTSA, Chris Goss, tocaram como The 5:15ers na inauguração de ArthurBall (um offshoot do festival ArthurFest) em Los Angeles em 26 de janeiro de 2006. Os dois foram creditados como "The Fififf Teeners" quando produziram o segundo álbum do QOTSA, Rated R, e seu último, Era Vulgaris.
Em 2009, surgem rumores da formação de um novo "Power Trio", com Josh Homme (Queens of the Stone Age) nas guitarras e vocais, John Paul Jones (Led Zeppelin) no baixo e teclados e Dave Grohl (Nirvana e Foo Fighters) na bateria. Esse novo trio denomina-se "Them Crooked Vultures", e as primeiras impressões musicais já demonstram uma forte ligação com o estilo "Led Zeppelin" de se fazer música.
Também em 2009, Homme produziu o disco da banda alternativa inglesa, Arctic Monkeys, o álbum Humbug; que foi muito comentado pela crítica e pelos fans por conter uma sonoridade completamente diferente da levada indie de antes. O CD contem um clima bem experimental e, de certa forma, sombrio; bem ao "estilo Homme".
Em 2016, colaborou com Iggy Pop, Homme foi responsável pela produção do álbum Post Pop Depression. Participou da produção do album Joanne, da cantora Lady Gaga. Josh co-compôs e co-produziu "Diamond Heart" e tocou guitarra na mesma faixa e em "A-Yo", "John Wayne" e "Sinner's Prayer".

## Discografia

### Eagles of Death Metal
- Peace, Love, Death Metal (2004)
- Death by Sexy (2006)
- Heart on (2008)
- Zipper Down (2015)

### Kyuss
- Sons of Kyuss (1990)
- Wretch (1991)
- Blues for the Red Sun (1992)
- Welcome to Sky Valley (1994)
- ...And the Circus Leaves Town (1995)
- Muchas Gracias: The Best of Kyuss (2000)

### Mondo Generator
- Cocaine Rodeo (2000)
- A Drug Problem That Never Existed (2003)

### Queens of the Stone Age
- Kyuss/Queens of the Stone Age (1997)
- The Split CD (1998)
- Queens of the Stone Age (1998)
- Rated R (2000)
- Songs for the Deaf (2002)
- Stone Age Complications (2004)
- Lullabies to Paralyze (2005)
- Over the Years and Through the Woods (2005)
- Era Vulgaris (2007)
- ...Like Clockwork (2013)
- Villains (2017)
- In Times New Roman... (2023)

### U.N.K.L.E.
- Never, Never Land (2003)
- War Stories (2007)

### Them Crooked Vultures
- Them Crooked Vultures (2009)